# 482
482 (CDLXXXII na numeração romana) foi um ano comum do século V do Calendário Juliano, da Era de Cristo. a sua letra dominical foi C (52 semanas). Teve início a uma sexta-feira e terminou também a uma sexta-feira.
| Ano completo                       |
| ---------------------------------- |
| Ano comum com início à sexta-feira |

## Mortes
- Quilderico I, rei merovíngio dos francos sálios.
- São Severino, o apóstolo da Nórica.